# Лобор
Лобор је насељено место и седиште општине у Крапинско-загорској жупанији, Хрватска. До територијалне реорганизације у Хрватској налазио се у саставу бивше велике општине Златар-Бистрица.

## Становништво
На попису становништва 2011. године, општина Лобор је имала 3.188 становника, од чега у самом Лобору 521.

## Попис1991.
На попису становништва 1991. године, насељено место Лобор је имало 585 становника, следећег националног састава:
| Попис 1991.‍  | Попис 1991.‍  | Попис 1991.‍ | Попис 1991.‍ | Попис 1991.‍ |
| ------------ | ------------ | ----------- | ----------- | ----------- |
|              |              |             |             |             |
| Хрвати       | Хрвати       |             | 578         | 98,80%      |
| Срби         | Срби         |             | 3           | 0,51%       |
| Југословени  | Југословени  |             | 1           | 0,17%       |
| неопредељени | неопредељени |             | 1           | 0,17%       |
| непознато    | непознато    |             | 2           | 0,34%       |
| укупно: 585  |              |             |             |             |